# Нарак
Нараг (перс. نراق, також романізоване як Narāq; також знаний як Нарех-Тавіл і Нарак) — місто в центральному окрузі округу Деліджан, провінція Марказі, Іран. За даними перепису 2006 року, його населення становило 2508 осіб у складі 826 сімей.
Нараг — старе місто зі 130 історичними будівлями та пам'ятками 
Печера Чал-нахджир або печера Деліджан 2 є однією з природних туристичних визначних пам'яток Деліжана.3 Мулла Ахмад Нарагі є одним із відомих представників духовенства в Нараку.

## Галерея

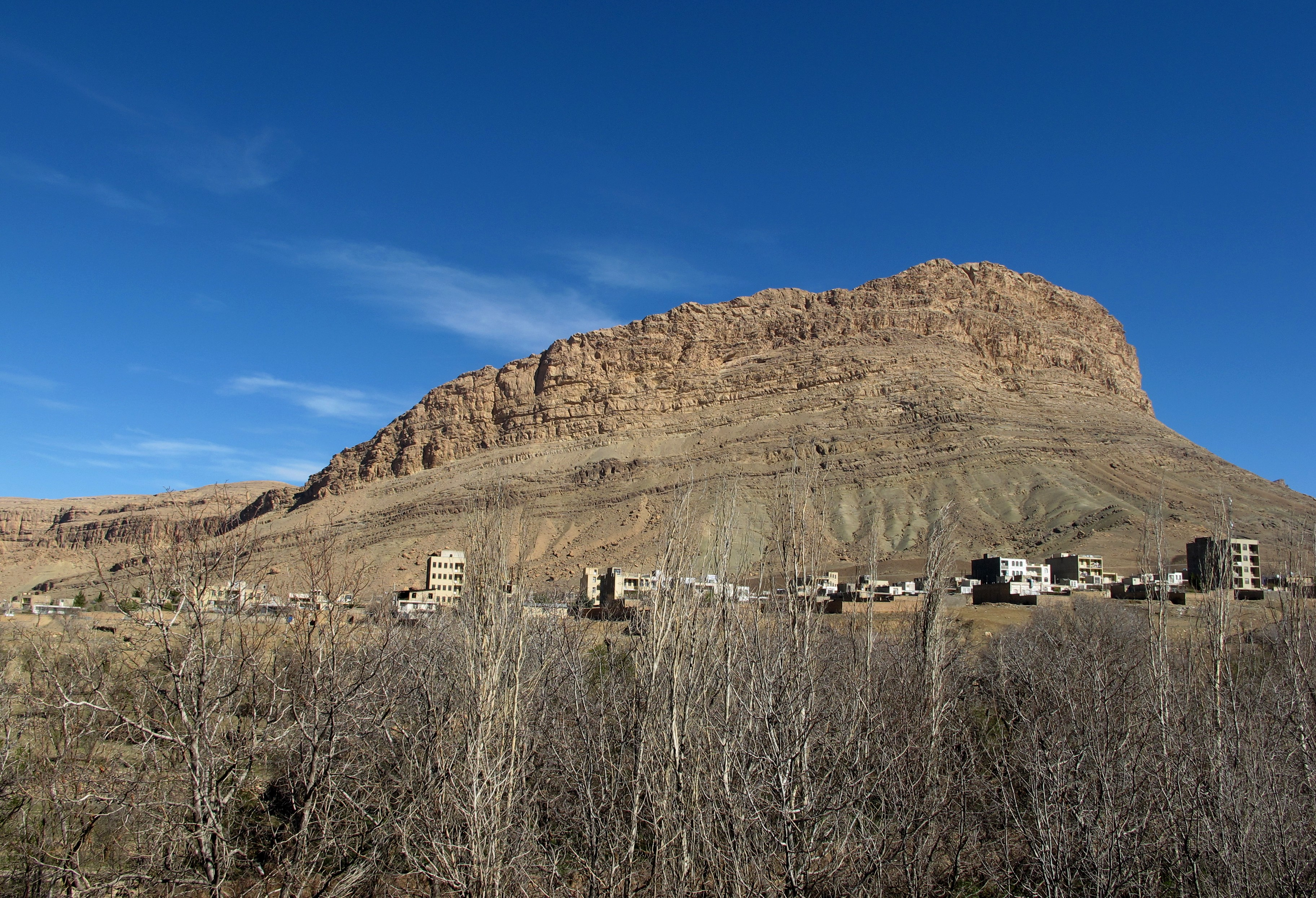
Вид на гору Ол у Нараку, округ Деліджан